# Ondřejka
Ondřejka je ženské jméno pocházející z řečtiny a znamenající Odvážná, Statečná. Svátek má 30. listopadu. Varianta je Andrea, mužská obdoba jména je Ondřej.

## Statistické údaje
Následující tabulka uvádí četnost jména v ČR a pořadí mezi ženskými jmény ve srovnání dvou roků, pro které jsou dostupné údaje MV ČR – lze z ní tedy vysledovat trend v užívání tohoto jména:
| Rok  | Četnost | Pořadí |
| 2006 | 78      | 775.   |
| 2009 | 78      | 859.   |

## Varianty
- anglická: Andrea
- baskická: Andrea, Andere
- brazilská: Andréia
- česká: Andrea, Ondřejka
- francouzská: Andrée
- hornolužická: Andreja
- italská: Andreina
- německá: Andrea
- polská: Andrzeja, Ondrzeja
- slovinská: Andreja, Andrejka, Andrijana